# Carmen (Bohol)
Carmen ist eine philippinische Stadtgemeinde in der Provinz Bohol auf der gleichnamigen Insel. Sie hat 46.306 Einwohner (Zensus 1. August 2015).

## Baranggays
Carmen ist politisch in 29 Baranggays unterteilt.
| - Alegria - Bicao - Buenavista - Buenos Aires - Calatrava - El Progreso - El Salvador - Guadalupe - Katipunan - La Libertad - La Paz - La Salvacion - La Victoria - Matin-ao - Montehermoso | - Montesuerte - Montesunting - Montevideo - Nueva Fuerza - Nueva Vida Este - Nueva Vida Sur - Nueva Vida Norte - Poblacion Norte - Poblacion Sur - Tambo-an - Vallehermoso - Villaflor - Villafuerte - Villarcayo |

|  |  |

## Sehenswürdigkeiten

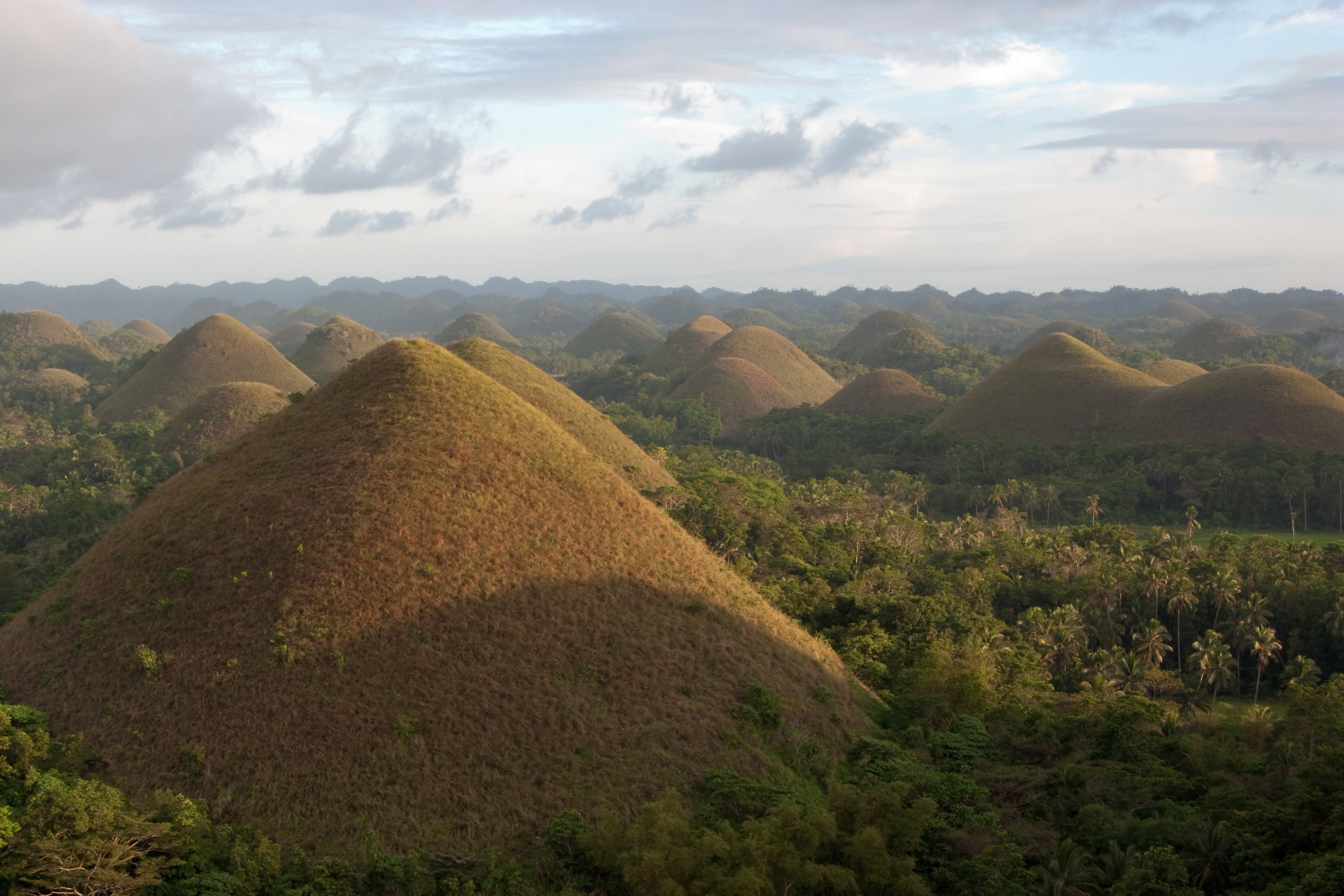
Die Chocolate Hills in Carmen

Carmen vor allem ist bekannt für die Chocolate Hills. Diese kegelförmigen Kalksteinhügel, deren Höhe zwischen 40 und 120 Metern variiert, entstanden vor einigen Millionen Jahren in einer Region, welche sich damals in einem Flachwassergebiet befand. Korallen und andere Meeresbewohner lagerten in strömungs- und wachstumsbedingten Bereichen ihre Überreste ab. Nach Absinken des Meeresspiegels, diversen Hebungen und Senkungen des Bodens, bedingt durch Subduktion und sekundäre vulkanische Ereignisse gelangte das Material an die Oberfläche. Die Erosion begann ihr Spiel und schuf auf diese Weise die beeindruckende Hügellandschaft.
Im Barangay Buenos Aires befindet sich der Chocolate Hill Complex. Dieses Besucherzentrum befindet sich auf einem der Chocolate Hills und ist über eine Straße erreichbar, die sich um den Hügel herum bis auf halbe Höhe hinaufwindet. Dort befinden sich ein Restaurant, ein Konferenzraum, eine Herberge mit Swimming Pool und diverse Souvenirshops. Eine über 200 Stufen umfassende Treppe führt vollends hinauf auf den Gipfel des Hügels, von wo aus sich eine 360 Grad Rundumsicht auf die umliegenden Chocolate Hills bietet.